# Amici × la morte
(Tagline del film)
Amici × la morte (Cradle 2 the Grave) è un film del 2003 diretto da Andrzej Bartkowiak e interpretato da Jet Li e DMX.

## Trama
Anthony Fait e la sua banda di ladri tentano di rubare diamanti per un francese di nome Christophe, che funge da intermediario per un misterioso datore di lavoro. Quando Fait contatta Christophe, un agente dei servizi segreti taiwanesi di nome Su intercetta la conversazione e tenta di identificare i criminali.
Mentre la squadra raccoglie quanti più diamanti possibile, tra cui una borsa di diamanti neri, l'agente Su chiama Fait e ordina a lui e alla sua squadra di lasciare le pietre nel caveau, avvertendolo che la polizia è in arrivo. Tuttavia, Fait ignora questo avvertimento e i criminali tentano una fuga audace oltre un blocco della squadra SWAT. Mentre Fait e i suoi membri della squadra Daria e Tommy riescono a scappare, l'agente Su cattura Miles e recupera la sua quota di diamanti. Su è deluso nello scoprire che Miles non ha i diamanti neri. Nel frattempo, Fait chiede al suo amico Archie di valutare le pietre nere che ha rubato. Arrivato all'aeroporto internazionale di San Francisco, il misterioso datore di lavoro di Christophe, Ling, viene informato dalla sua assistente Sona che Christophe è stato aggredito e che Fait e la sua banda hanno preso le pietre.
Più tardi quella notte, Fait incontra Su. Durante questo incontro involontario, Fait riceve una telefonata da Ling, che gli chiede di consegnare le pietre. Fait rifiuta e viene successivamente attaccato da due degli scagnozzi di Ling. Con l'aiuto di Su, li sconfigge e scappa. Dopo lo scontro, Archie dice a Fait che alcuni gangster sono venuti nel suo laboratorio e hanno chiesto anche loro le pietre. Dopo qualche esitazione, Archie ammette di aver dato le pietre ai gangster per risparmiarsi la vita. Fait riceve anche un'altra chiamata da Ling, che ha rapito la figlia di Fait, Vanessa, per convincere Fait a consegnare le pietre. Ora con un nemico comune, Fait e Su si alleano per recuperare le pietre dai gangster e salvare Vanessa da Ling.
Fait fa visita al boss del crimine incarcerato "Jump" Chambers, molto probabilmente il datore di lavoro dei gangster che avevano derubato Archie. Quando Chambers si rifiuta di collaborare, Fait va al night club di Chambers, sperando di trovare le pietre da qualche parte nel suo ufficio. Il piano va storto e Fait e la gang devono andarsene a mani vuote. Nel frattempo, Su e Archie vanno in un club sotterraneo per cercare di trovare i gangster che hanno aggredito Archie. Poiché il club non ammette ospiti, Su è costretto a entrare come combattente nel ring del club. Durante il combattimento di Su, Archie vede l'uomo che stanno cercando, riconoscendo l'anello dell'uomo. Tramite questo informatore, apprendono che le pietre sono nascosti nella vasca da bagno con schiuma nell'ufficio di Chamber. Quando tornano al night club per recuperare i diamanti, scoprono che gli uomini di Ling hanno già preso le pietre. Nel frattempo, mentre è chiusa in un furgone, Vanessa, che è stata legata e imbavagliata con del nastro adesivo, si libera e trova un cellulare per chiamare suo padre. Poco prima che la batteria del telefono si scarichi, Vanessa fornisce alcuni indizi sulla sua posizione. Con questi indizi, la gang suppone che Vanessa sia tenuta prigioniera in un hangar dell'aeroporto.
Rendendosi conto che Ling vorrà mettere all'asta le pietre, Su rivela al gruppo che le pietre in realtà non sono diamanti neri, ma una nuova forma di cristalli di plutonio sintetico, prodotto dal suo paese: una sola pietra può produrre abbastanza energia per distruggere l'intero pianeta. Il gruppo cerca tra gli orari dei voli un aeroporto dove atterreranno un gran numero di voli privati quella notte. Trovata la giusta destinazione, il gruppo corre all'hangar. Mentre guida verso l'hangar, Fait apprende da Su che lui e Ling sono ex migliori amici d'infanzia, che entrambi si sono uniti al governo nello stesso periodo, ma la sete di denaro e potere di Ling lo ha portato a eliminare l'intera squadra di lavoro, ma Su è riuscito a scappare. Il gruppo arriva all'aeroporto di Wick, dove l'asta di Ling è già iniziata. Ne consegue una lotta e Fait e il suo equipaggio eliminano i membri della squadra di Ling, mentre Su combatte Ling in uno scontro uno contro uno. Alla fine, Vanessa viene salvata e Ling viene ucciso dopo che Su, una volta recuperate le pietre, lo costringe a ingoiare una capsula di plutonio sintetico e poi rompe la capsula conficcata nel suo collo. Quando arriva la polizia, Fait promette di porre fine alla sua carriera criminale per condurre una vita sicura e felice con Vanessa.

## Produzione

### Budget
Il budget del film è stato di circa 25 milioni di dollari.

## Distribuzione
La pellicola è stata distribuita negli Stati Uniti il 28 febbraio 2003, in Italia il 6 giugno 2003.

## Accoglienza

### Incassi
Il film ha incassato 34.712.347 dollari negli USA e 21.777.211 dollari negli altri paesi, per un totale di 56.489.558 dollari.